# مندهارا، خیبر پختونخوا
مندهارا (به انگلیسی: Mandhra) یک شورای اتحادیه در پاکستان است که در ناحیه دیره اسماعیل خان واقع شده‌است.